# Vinaixa
Vinaixa ist eine katalanische Gemeinde in der Provinz Lleida im Nordosten Spaniens mit 450 Einwohnern (Stand: 2024). Sie ist Teil der Comarca Garrigues.

## Geographische Lage
Vinaixa liegt etwa 40 Kilometer südöstlich von Lleida in einer Höhe von 480 m. Durch die Gemeinde führt die Autopista AP-2. 

## Bevölkerungsentwicklung
| Jahr      | 1970 | 1981 | 1991 | 2001 | 2011 | 2021 |
| Einwohner | 791  | 732  | 727  | 617  | 574  | 464  |

## Sehenswürdigkeiten

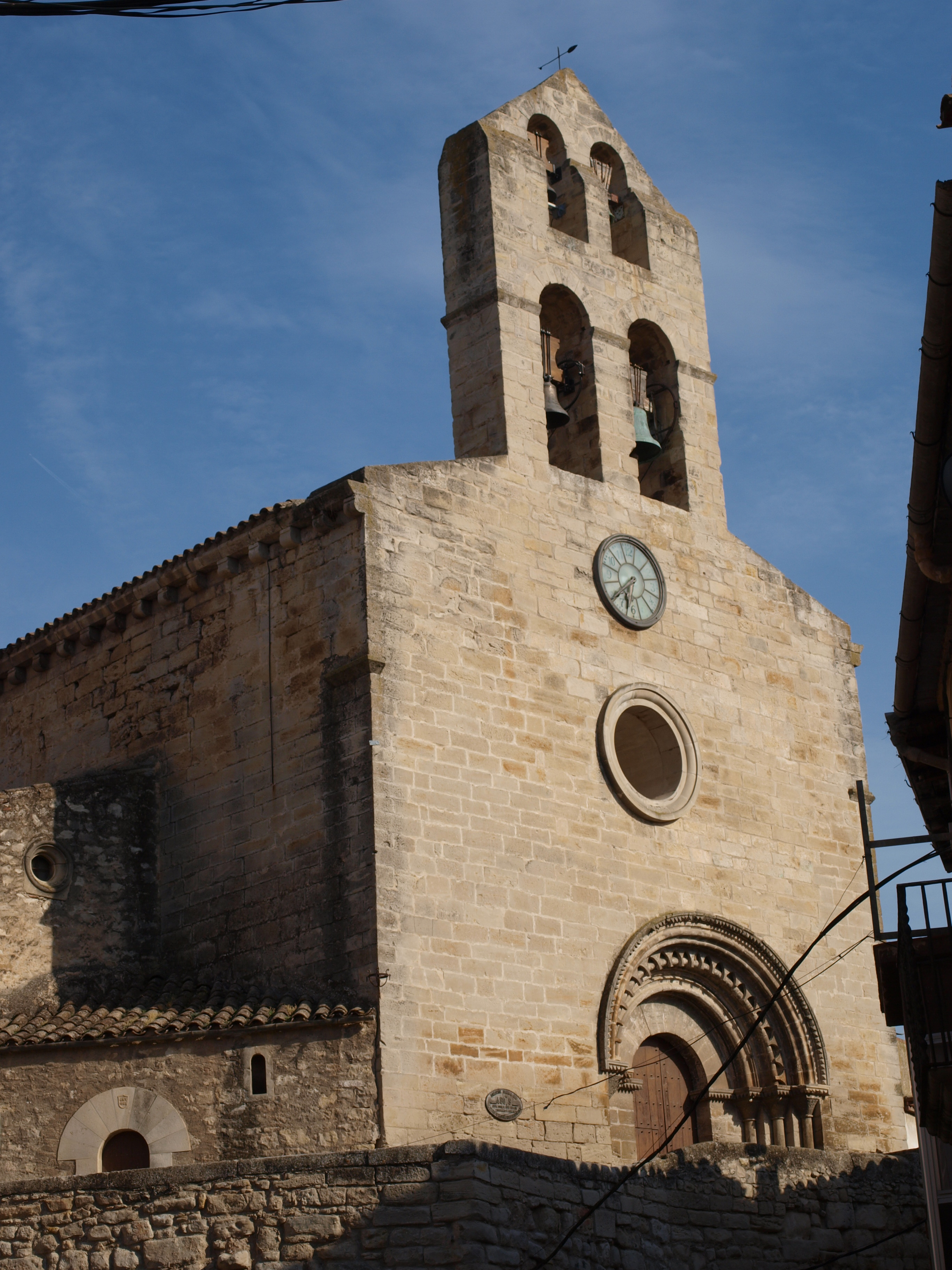
Johannes-der-Täufer-Kirche
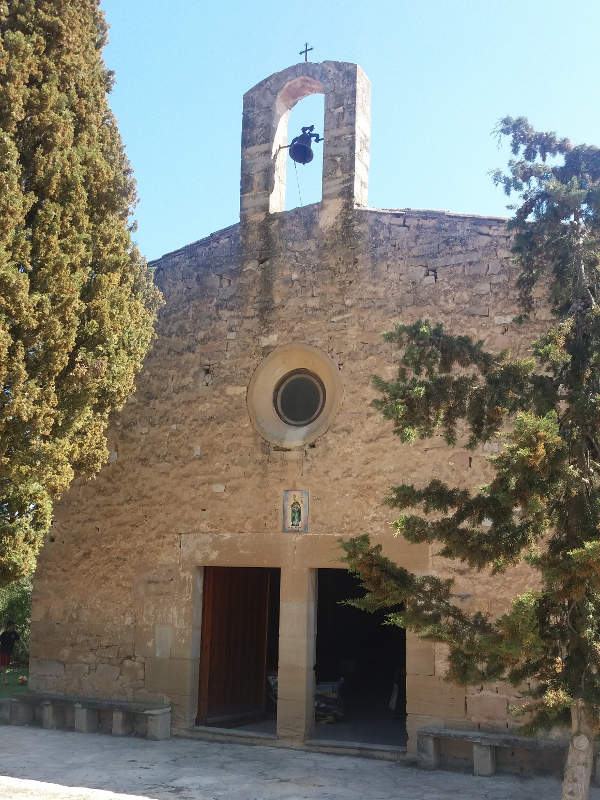
Bonifatiuskapelle

- Johannes-der-Täufer-Kirche
- Bonifatiuskapelle